# Waterstofopslag

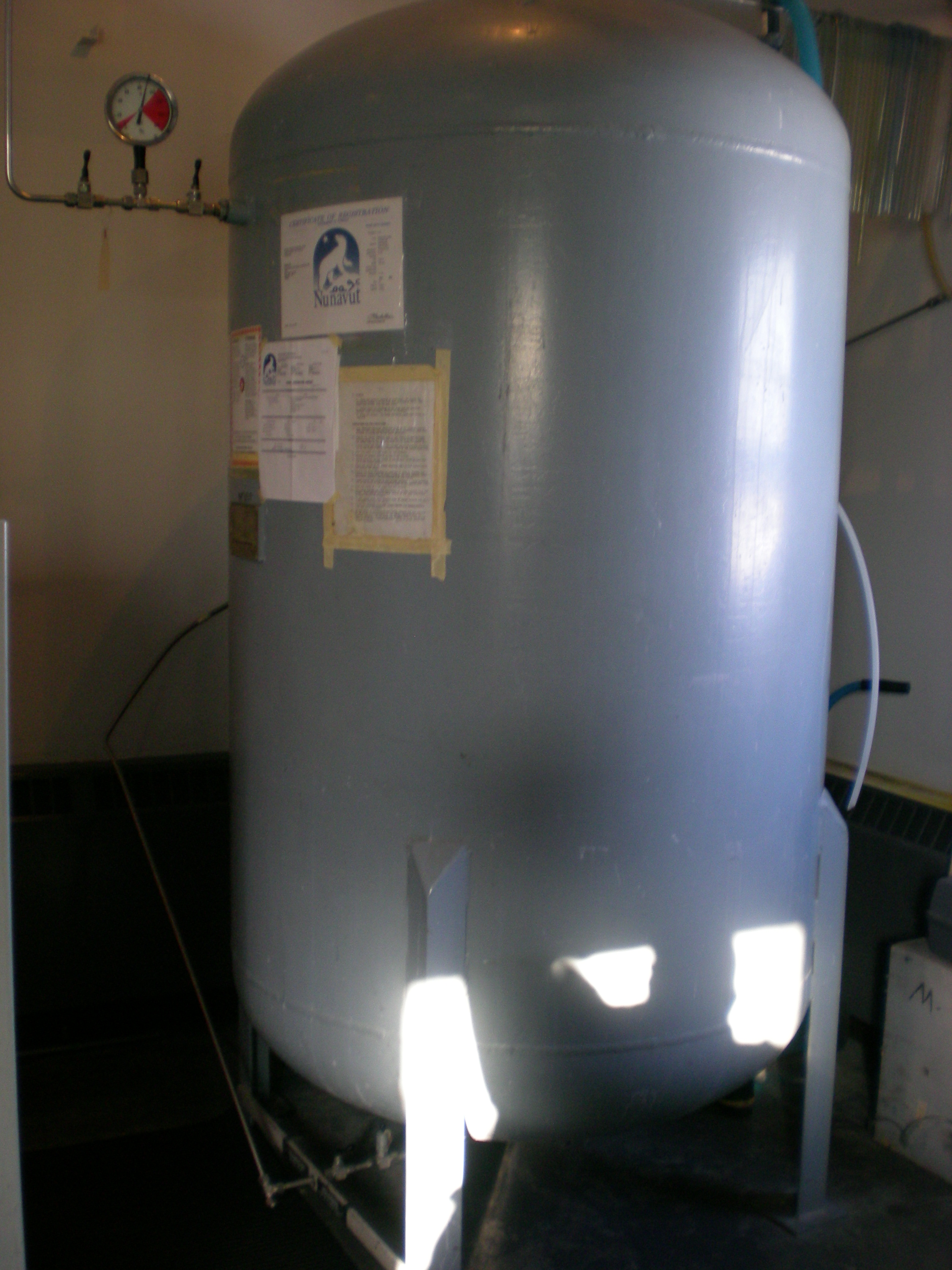
Hogedrukwaterstoftank

Waterstofopslag beschrijft de methodologie om waterstofgas (H2) op te slaan om daarna weer vrij te laten komen en te gebruiken. Hiervoor bestaan diverse methoden, zoals het gebruik van hoge drukken en zeer lage temperaturen (vloeibare waterstof) in waterstoftanks. In de industrie wordt nu veelal onder hoge druk opgeslagen. Veel onderzoek richt zich echter op chemische stoffen die H2 opnemen en ook weer kunnen vrijgeven door verwarming.
Waterstofopslag is een belangrijk onderwerp in de waterstofeconomie. Men zoekt vooral naar lichte, compacte componenten om waterstof in op te slaan, met het oog op draagbare of mobiele toepassingen. Vergelijk het hierbij met koolwaterstoffen die als brandstof worden opgeslagen in tanks en gasflessen. Aardgas wordt bijvoorbeeld ook in zijn vloeibare vorm (sterk afgekoeld) vervoerd. Met de huidige technologie is het echter moeilijk om waterstofgas op te slaan of te vervoeren. Dit komt doordat waterstofgas weinig energie per volume-eenheid oplevert in vergelijking met butaangas of propaangas. Om een gelijke hoeveelheid energie aan waterstofgas te vervoeren is er dus een grotere tank nodig. Waterstofgas kan niet in een vloeibare toestand blijven door het alleen onder hoge druk te houden.

## Waterstof als brandstof
Waterstof is een veelbelovend medium voor de opslag en transport van energie. Dit omdat er bij de omzetting van waterstofgas naar energie alleen water vrijkomt als reactieproduct. Koolwaterstoffen produceren bij hun verbranding ook het broeikasgas CO2. Met de opwarming van de aarde in het achterhoofd is het dus nuttig om onderzoek te verrichten naar hoe waterstof kan worden opgeslagen.

## Opslag onder druk
Een veel gebruikte methode om bij het opslaan van waterstof in een waterstoftank het volume te verkleinen is het verhogen van de druk van het waterstofgas. Hier voor worden drukken gebruikt van 200, 350 of 700 bar. Een nadeel van deze opslagmethode is dat er door het comprimeren 6% energie verloren gaat bij gebruik van een ionische compressor of zuigercompressor.

## Ondergrondse waterstofopslag
Ondergrondse waterstofopslag is de praktijk van de opslag van waterstofgas in ondergrondse grotten, zoutkoepels en uitgeputte olie- en gasvelden. Sinds vele jaren worden zonder problemen grote hoeveelheden gasvormige waterstof opgeslagen in ondergrondse grotten door ICI. De elektriciteit die nodig is voor gecomprimeerde waterstofopslag op 200 bar bedraagt 2,1% van de energie-inhoud.

## Cryogene opslag
De dichtheid van waterstof kan eveneens verhoogd worden door cryogene opslag bij een temperatuur van < 20,28 K (–252,87 °C). In dat geval moeten opslagtanks ook zeer stevig en geïsoleerd zijn. Ook dat zou zeer veel onderzoek en geld vergen. De Spaceshuttle werd gelanceerd met een externe tank voor cryogene opslag die de motoren van de shuttle voorzag van vloeibare waterstof. Het proces om waterstof vloeibaar te maken kost ongeveer een kwart van de energie die in de waterstof opgeslagen is.

## Metaalhydriden
Metaalhydriden bevatten interstitiële holten waarin waterstofgas kan worden opgenomen. Het element palladium wordt bijvoorbeeld gebruikt om waterstofgas op te nemen en weer af te geven, waardoor het gas gezuiverd wordt. Palladium kan tot 900 keer zijn eigen volume aan waterstof opnemen. Als gas is waterstof makkelijk samendrukbaar en de maat "zoveel keer zijn eigen volume" is niet echt indicatief. Daarom drukt men de opslagcapaciteit van een stof liever uit in een percentage van zijn eigen massa. Magnesiumverbindingen kunnen bijvoorbeeld 6% van hun massa aan waterstof opnemen en die bij kamertemperatuur terug afstaan. Recent werd ook aangetoond dat er stikstofhoudende verbindingen zijn die 10% van hun massa aan waterstof kunnen opnemen.
Bij de opslag van waterstof kan er een verbinding gevormd worden met waterstof als anion.

## Nanovezels
Een recentere manier om waterstof op te slaan is het gebruik van koolstofnetwerken met deeltjes van 10 tot 30 nanometer groot.